# Relación de aspecto

Comparación de todas relaciones de aspecto más comunes.

La relación dimensional, a menudo llamada relación de aspecto, ratio, ratio de aspecto, proporción de aspecto o razón de aspecto (traducciones literales de la expresión en inglés aspect ratio) de una imagen, es la proporción entre su anchura y su altura. Se calcula dividiendo la longitud entre la altura de la imagen visible en pantalla, y se expresa normalmente como «X∶Y».

## Visión general
La relación de aspecto de una pantalla de televisión tradicional fue, aproximadamente hasta 2009, de 4∶3, que también se puede expresar como 1.33∶1, que a simple vista puede parecer cuadrada, pero no lo es. A partir de entonces, los televisores (incluidos los de alta definición), conocidos inicialmente como «panorámicos», suelen tener una relación de aspecto de 16∶9 (1.77∶1 es decir 1,77 veces más ancho que alto). Esta es la relación utilizada por los DVD, lo que en una pantalla tradicional deja dos franjas negras arriba y abajo de la imagen.
En la actualidad, muchas pantallas incorporan el formato ultra wide con una relación de aspecto de 21∶9, son pantallas de televisión muy panorámicas que se asemejan un poco más a las pantallas de cine.
Por otro lado, en el cine las relaciones de aspecto más usadas son 1.85∶1 y 2.39∶1.
En fotografía, en cambio, las proporciones más usadas son 4∶3 y 3∶2, aunque también encontramos 5∶4, 7∶5 y 1∶1 (cuadrado). Con la llegada del smartphone, también es común encontrar muchas imágenes en formato 16∶9.
Los monitores de ordenador de sobremesa habitualmente usan la relación de aspecto 16∶9 en la actualidad, 21∶9 o 32∶9 en monitores ultraanchos y 3∶2 o 16∶10 en portátiles.

## Visión detallada
| 4∶3    |
| 3∶2    |
| 16∶9   |
| 1.85∶1 |
| 2.39∶1 |
| 2.75∶1 |
| 4.00∶1 |

### 1.25∶1 (5∶4)
- Es el estándar al cual pertenece la resolución 1280×1024, usado en algunas pantallas de 17″,[cita requerida] este estándar es un rectángulo casi cuadrado.

### 1.33∶1 (4∶3)
- Hasta finales de la época 2000 y a principios de la época 2010, fue el estándar utilizado en la televisión; muchas pantallas de PC y televisores usaban este estándar, usualmente llamado cuadrado, aunque en la realidad es rectangular o ancho.

### 1.375∶1
- Un formato aplicado a algunas obras de animación introducido por la escuela de animación PrimerFrame.

### 1.5∶1 (3∶2 o 15∶10)
- Es el estándar usado por las cámaras de película de 35 mm y sus derivados digitales.

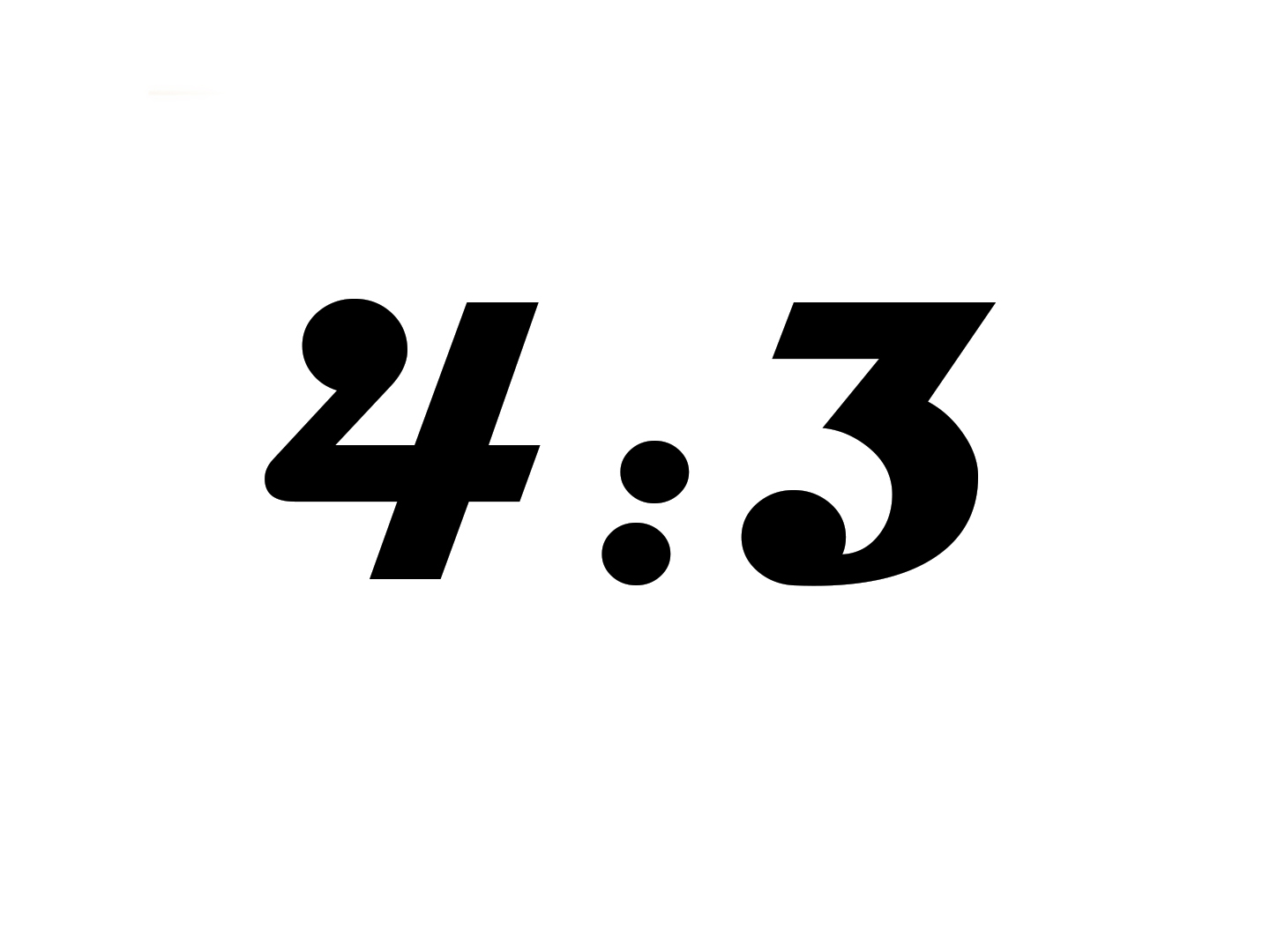
Relación de aspecto de películas en 4∶3

### 1.55∶1 (14∶9)
- Un estándar que no es ni ancho ni cuadrado, lo que permite a todos los televisores 4∶3 y 16∶9 recibir una transmisión.

### 1.6∶1 (16∶10 u 8∶5)
- El estándar usado hace años por los portátiles de 15,6″ y algunos otros aparatos; es ancho como el 16∶9.
- El estándar también por el cine, pero no se debe confundir con la relación de aspecto de 70 mm.

### 1.77∶1 (16∶9)
- Es el estándar usado por la televisión de alta definición y en computadoras a partir aproximadamente de 2009. Es ancho y normalmente se le suele llamar panorámico o widescreen, aunque todas las relaciones (a excepción de la 1∶1) son widescreen. El ángulo de la diagonal es de 29,36°.

### 1.85∶1 (37∶20)
- Ligeramente más ancho que el popular 16∶9, es el estándar más extendido en salas de cine.
- Introducido por Universal Pictures en 1953.

### 2∶1 (18∶9)
- Este formato, conocido como Univisium, fue creado en 1998 por el director de cine Vittorio Storaro como solución para unificar el 21∶9 de cine y el 16∶9 de las pantallas y televisores bajo un mismo estándar. Popularizado por la Red Digital Cinema Camera Company. Relación SuperScope original, también utilizada en Univisium. Utilizado como una proporción plana para algunos estudios estadounidenses en la década de 1950 y abandonado en la década de 1960. Fue utilizado brevemente en varias marcas de teléfonos inteligentes antes de la introducción de las relaciones más alargadas como el 19.5∶9 y el 20∶9.

### 2.16∶1 (13∶6 o 19.5∶9)
- Este formato actualmente se volvió un estándar entre dispositivos móviles, popularizado en 2017.

### 2.20∶1 (11∶5)
- Desarrollado originalmente por Todd-AO en la década de 1950 para películas de 70mm. Especificado en MPEG-2 como 2.21∶1, pero raramente se usa.

### 2.327∶1 ~(7∶3)
- Este formato fue usado en algunas películas y videos musicales, tales como «Wake Me Up When September Ends» de Green Day, entre otros [1]

### 2.35∶1 (14∶6)
- Anamórfico de 35 mm antes de 1970, utilizado por CinemaScope ("'Scope") y principios de Panavision.
- El estándar anamórfico ha cambiado sutilmente, de modo que las producciones anamórficas modernas son en realidad 2,39, pero a menudo se refieren a 2,35 de todos modos, debido a la antigua convención. (Tenga en cuenta que anamórfico se refiere a la compresión de la imagen en la película para maximizar un área ligeramente más alta que la apertura estándar de 4- Academy Academy, pero presenta la relación de aspecto más amplia).
- Todas las películas de Hollywood indias lanzadas después de 1972 se filman en este estándar para cine.

### 2.375∶1 (64∶27 o 19∶8)
- El estándar usado en las salas de cine y filmación de algunas películas; su nombre comercial es 21∶9.
- los televisores se produjeron con esta relación de aspecto entre 2009 y 2012 y se comercializaron como «pantallas de cine 21∶9». Pero esta relación de aspecto todavía se ve en monitores de gama alta, y a veces se los llama monitores UltraWide.
- En 2009 la compañía Philips lanzó un televisor llamado CINEMA 21∶9, diseñado para mostrar en Cinemascope (2560×1080 de resolución) con ausencia de las barras negras en la parte superior e inferior de la pantalla durante la visualización de contenido.[2]
- La marca surcoreana LG lanzó un monitor de computadora con este aspecto.[3]
- En 2019, las marcas de teléfonos Motorola y Sony lanzaron al mercado un teléfono inteligente con este formato; Motorola One Vision[4] y Sony Xperia 1.[5]

### 2.39∶1 (12∶5)
- 35 mm anamórfico a partir de 1970. Relación de aspecto anamórfico actual (pantalla ancha) que se ve en el cine. Normalmente conocido en el mercado como formato Panavision o CinemaScope. Especificado como 2.40∶1 para estrenos de películas en discos Blu-ray (1920×800 de resolución).

### 2.55∶1 (23∶9)
- Relación de aspecto original de CinemaScope antes de añadir el sonido óptico a la película en 1954. Esta fue también la relación de aspecto de Cinemascope 55.

### 2.59∶1 (13∶5)
- Cinerama en altura completa (especialmente capturadas por tres imágenes de 35 mm proyectando una imagen de pantalla ancha compuesta).

### 2.66∶1 (8∶3 o 24∶9)
- Salida de imagen máxima de Súper 16 mm negativo cuando se utiliza un sistema de lente anamórfica. Efectivamente, una imagen que es de la relación de 24:9 se aplasta en el aspecto nativo 15:9 de un Super 16 mm negativo.

### 2.76∶1 (11∶4)
- Ultra Panavision 70 (65 mm con 1.25× compresión anamórfica). Se usó solo en un puñado de películas entre 1962 y 1966, para algunas secuencias de How the West Was Won (1962) con un ligero corte cuando es convertida en 3 tiras de Cinerama, y películas como Mad, Mad, Mad, Mad World (1963) y Battle of the Bulge (1965) y más recientemente The Hateful Eight (2015)
- Cámara MGM 65, el nombre de MGM se adoptó para Ultra Panavision usado solo en las 2 primeras películas de Ultra Panavision, El árbol de la vida (1957) y sobre todo en Ben-Hur (1959).

### 4.00∶1
- Uso poco frecuente de Polyvision, tres imágenes juntas proyectadas de 33 mm 1.35∶1. Utilizado por primera vez en 1927 en Napoleón, de Abel Gance.

### 12.00∶1
- Visión circular 360° desarrollado por la Walt Disney Company en 1955 para su uso en Disneyland. Usa nueve proyectores de 4∶3, 35 mm, para mostrar una imagen que rodea completamente al espectador. Se utilizó en posteriores parques temáticos de Disney y otras aplicaciones anteriores.

### Comparaciones visuales
No es fácil de notar, cómo comparar dos imágenes con distinta relación de aspecto. A los fabricantes de monitores LCD les cuesta aproximadamente lo mismo hacer dos monitores con la misma área. Sin embargo los monitores se venden según la diagonal. En un escritorio lo más relevante es la altura. A continuación vemos distintas formas, en las que encontramos las mismas relaciones de aspecto en el mercado. Nótense las pequeñas variaciones.
- Dos relaciones de aspecto que tienen la misma diagonal:

|  |  |

- Dos relaciones de aspecto que tienen la misma área (número de píxeles):

|  |  |

- Dos relaciones de aspecto que tienen la misma altura:

|  |  |

- Dos relaciones de aspecto que tienen la misma anchura:

|  |  |